# Bistum Dali

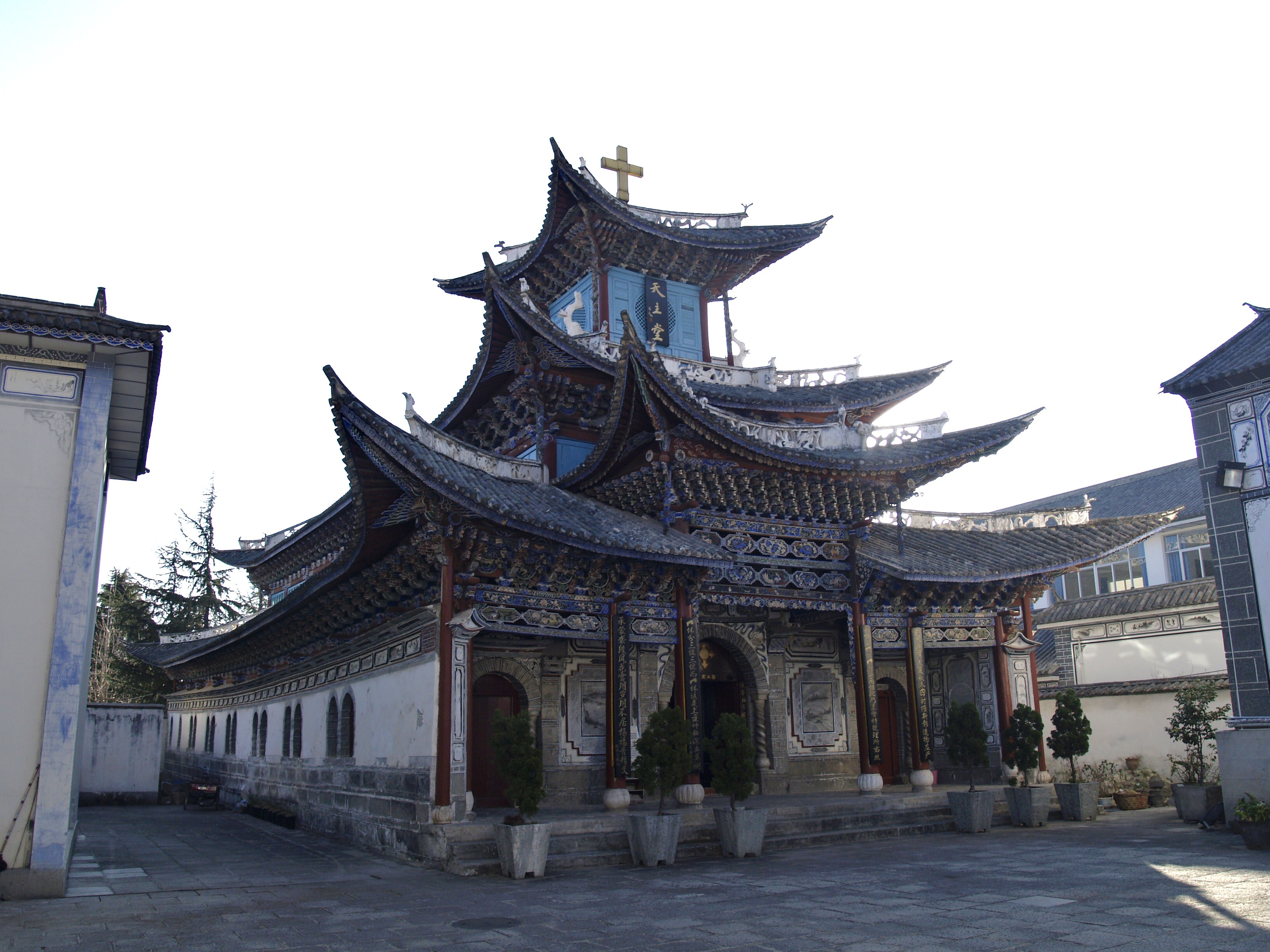
Herz-Jesu-Kathedrale des Bistums Dali

Das Bistum Dali (lat.: Dioecesis Talianus) ist eine in der Volksrepublik China gelegene römisch-katholische Diözese mit Sitz in Dali. 

## Geschichte
Das Bistum Dali wurde am 22. November 1929 durch Papst Pius XI. mit der Apostolischen Konstitution Munus apostolicum aus Gebietsabtretungen des Apostolischen Vikariates Yunnan-fou als Mission sui juris Dali errichtet. Die Mission sui juris Dali wurde am 13. Dezember 1931 durch Pius XI. mit der Apostolischen Konstitution Quae ad maius zur Apostolischen Präfektur erhoben.
Das Apostolische Präfektur Dali wurde am 9. Dezember 1948 durch Papst Pius XII. mit der Apostolischen Konstitution Inceptum a Nobis zum Bistum erhoben und dem Erzbistum Kunming als Suffraganbistum unterstellt.

## Ordinarien

### Superiore von Dali
- Pierre Erdozainey-Etchart SCI, 1930–1931
- Jean-Baptiste Magenties, 1931

### Apostolische Präfekten von Dali
- Jean-Baptiste Magenties, 1931–1948

### Bischöfe von Dali
- Lucien Bernard Lacoste, 1948–1983
- Sedisvakanz, seit 1983